# Edward Colebrooke, I barone Colebrooke
Edward Arthur Colebrooke, I barone Colebrooke (Ottershaw, 12 ottobre 1861 – Londra, 28 febbraio 1939), è stato un politico inglese.

## Biografia
Era il figlio di Thomas Colebrooke, IV baronetto, e di sua moglie Elizabeth Margaret Richardson, figlia di J. Richardson. Successe al padre nel titolo di baronetto nel 1890.

## Carriera
Nel 1906 è stato nominato barone Colebrooke, di Stebunheath nella contea di Middlesex. Ha servito sotto Sir Henry Campbell-Bannerman e HH Asquith come Lord in Waiting (1906-1911) e poi sotto Asquith e poi David Lloyd George come Government Chief Whip alla Camera dei lord e capitano del Honourable Corps of Gentlemen-at-Arms (1911-1922).
Nel 1914 è stato ammesso al Consiglio privato. Lord Colebrooke è stato Lord in Waiting (1924-1939) ed è stato Lord High Commissioner to the General Assembly of the Church of Scotland (1906-1907).
È stato anche un vice tenente di Lanarkshire.

## Matrimonio
Sposò, il 17 giugno 1889 a Londra, Alexandra Harriet Paget (1865-19 ottobre 1944), figlia del generale Alfred Henry Paget. Ebbero tre figli:
- una figlia nata morta;
- Bridget Colebrooke (29 gennaio 1892-27 gennaio 1975), sposò Victor Paget, ebbero due figli;
- Guy Edward Colebrooke (1894-22 gennaio 1921).